# سمير همام
سمير همام هو رجل أعمال لبناني، عرف بمشاركته البارزة في أندية كرة القدم البريطانية.

## بطولة ويمبلدون
انتقل همام إلى المنطقة كونه معجبًا بالتنس بشدة، فقد شارك في كرة القدم من خلال شراء أسهم بقيمة 40.000 جنيه إسترليني في ويمبلدون إف سي غير الدوري في غضون عامين،  وفي نهاية المطاف سيطر على النادي بالكامل في عام 1977.
حقق ويمبلدون أربعة عروض في تسع سنوات ليصبح نادي دوري الدرجة الأولى لكرة القدم في عام 1986 وفاز بكأس الاتحاد في عام 1988.
في عام 1990 قبل أن ينتقل ويمبلدون من ملعب Plow Lane إلى أرض الملعب في سيلهرست بارك أرض خصومه المحليين كريستال بالاس، اشترى همام عهداً عقده على أرض الواقع من قِبل المجلس تطلب الاحتفاظ به للاستخدام الرياضي،  وخلال التسعينيات فشل همام في محاولة نقل النادي إلى دبلن في أيرلندا.
في عام 1997 باع همام 80 ٪ من أسهمه في ويمبلدون إلى بيورن رون وجيلستن وكيلج إنج روك، وفي فبراير 2000 باع 20٪ المتبقية إلى جيلستن وروك، قبل ثلاثة أشهر من هبوط النادي من الدوري الممتاز.
في 2004 تم نقل نادي ويمبلدون لكرة القدم إلى ميلتون كينيز وغيرت علامته التجارية باسم ميلتون كينز دونز.

## مدينة كارديف
اشترى همام كارديف سيتي في نهاية عام 2000 وبعد توليه منصبه في كارديف، تعهد همام بشكل مثير للجدل بإقناع الأمة الويلزية بأكملها بدعم كارديف عن طريق إعادة تسمية النادي ذا كارديف سيلتس" وتغيير ألوان النادي إلى الأخضر والأحمر والأبيض.
بعد فشله في الحصول على خطط الاستاد الجديدة التي وافق عليها مجلس كارديف بسبب المخاوف بشأن الأمن المالي في عام 2006، وافق همام على الاستحواذ من قبل كونسورتيوم بقيادة بيتر ريدسديل ‏، بما في ذلك رجل الأعمال المحلي بول جاي. وفي مارس 2008 بدأ «كارديف سيتي» دعوى قضائية ضد الداعمين الماليين لانغستون بشأن سداد قرض يُعتقد أن قيمته تبلغ حوالي 31 مليون جنيه إسترليني، وخلال جلسة الاستماع دعا محام يمثل النادي همام الرجل الذي يعتقد أنه وراء الشركة. لم يتم التوصل إلى تسوية في القضية.
في يوليو 2013 بعد ترقية كارديف سيتي إلى الدوري الإنجليزي الممتاز، اتضح أن رجل الأعمال الماليزي فينسنت تان، الذي سيطر على النادي في 2010 كان في محادثات متقدمة مع همام - أكد المتحدث باسم لانجستون - حول سداد القرض، يعتقد بأنه يبلغ حوالي 24 مليون جنيه إسترليني.
وبعد أربعة أيام في 18 يوليو 2013 أعلن تان أنه قد تم التوصل إلى «حل ودي» بين مدينة كارديف ولانغستون حول مسألة الديون، حيث أصبح سام همام رئيسًا مدى الحياة للنادي. وأكد همام ذلك في مقابلة مع هيئة الإذاعة البريطانية في 24 يوليو وطلب من مشجعي النادي دعم المالك الماليزي.

## جدال
حقق همام مستوى من الشهرة في كرة القدم الإنجليزية بسبب غرائزه غير العادية في المباريات، حيث كان يتجول في كثير من الأحيان حول الملعب أثناء الألعاب، وأساليبه الغريبة في التعريف عن نفسه ولاعبيه.